# بيوت المحبشي (العدين)

تعديل مصدري - تعديل

بيوت المحبشي في اليمن هي محلة تابعة لقرية الشقرة، التابعة لعزلة قداس بمديرية العدين إحدى مديريات محافظة إب في الجمهورية اليمنية، بلغ تعداد سكانها 33 حسب تعداد اليمن لعام 2004.